# 阿尔门诺-圣萨尔瓦托雷
阿尔门诺-圣萨尔瓦托雷（義大利語：Almenno San Salvatore），是意大利贝加莫省的一个市镇。总面积4.75平方公里，人口5841人，人口密度1229.7人/平方公里（2009年）。国家统计（ISTAT）代码为016007。